# Pana (Illinois)
Pana è un comune degli Stati Uniti d'America, situato in Illinois, nella Contea di Christian.